# Něšov
Něšov je malá vesnice, část obce Pernarec v okrese Plzeň-sever v Plzeňském kraji. Nachází se asi 4,5 kilometru severně od Pernarce. V roce 2011 zde trvale žili čtyři obyvatelé.
Něšov je také název katastrálního území o rozloze 1,22 km².

## Historie
První písemná zmínka o vesnici pochází z roku 1379.

## Obyvatelstvo
Při sčítání lidu v roce 1921 zde žilo 77 obyvatel (z toho 38 mužů) německé národnosti a římskokatolického vyznání. Podle sčítání lidu z roku 1930 měla vesnice 76 obyvatel: pět Čechoslováků a 71 Němců. Všichni se hlásili k římskokatolické církvi.
| Rok            | 1869 | 1880 | 1890 | 1900 | 1910 | 1921 | 1930 | 1950 | 1961 | 1970 | 1980 | 1991 | 2001 | 2011 | 2021 |
| -------------- | ---- | ---- | ---- | ---- | ---- | ---- | ---- | ---- | ---- | ---- | ---- | ---- | ---- | ---- | ---- |
| Počet obyvatel | 96   | 101  | 100  | 69   | 84   | 77   | 76   | 36   | 25   | 21   | 2    | 3    | 2    | 4    | 1    |
| Počet domů     | 15   | 14   | 14   | 14   | 14   | 14   | 15   | 15   | 15   | 5    | 1    | 1    | 11   | 12   | 12   |

## Obecní správa
Při sčítání lidu v letech 1869–1910 Něšov byl osadou obce Skupeč, se kterým patřil nejprve do okresu Teplá, ale v letech 1900–1910 v okrese Planá. V letech 1921–1950 byl samostatnou obcí, se kterým patřil nejprve do okresu Planá, ale v roce 1950 v okrese Stříbro. V letech 1961–1985 byl částí obce Křelovice v okrese Plzeň-sever. Od 1. ledna 1986 je částí obce Pernarec v okrese Plzeň-sever. Poté se Křelovice opět osamostatnily, ale Něšov již zůstal součástí Pernarce.

## Další fotografie

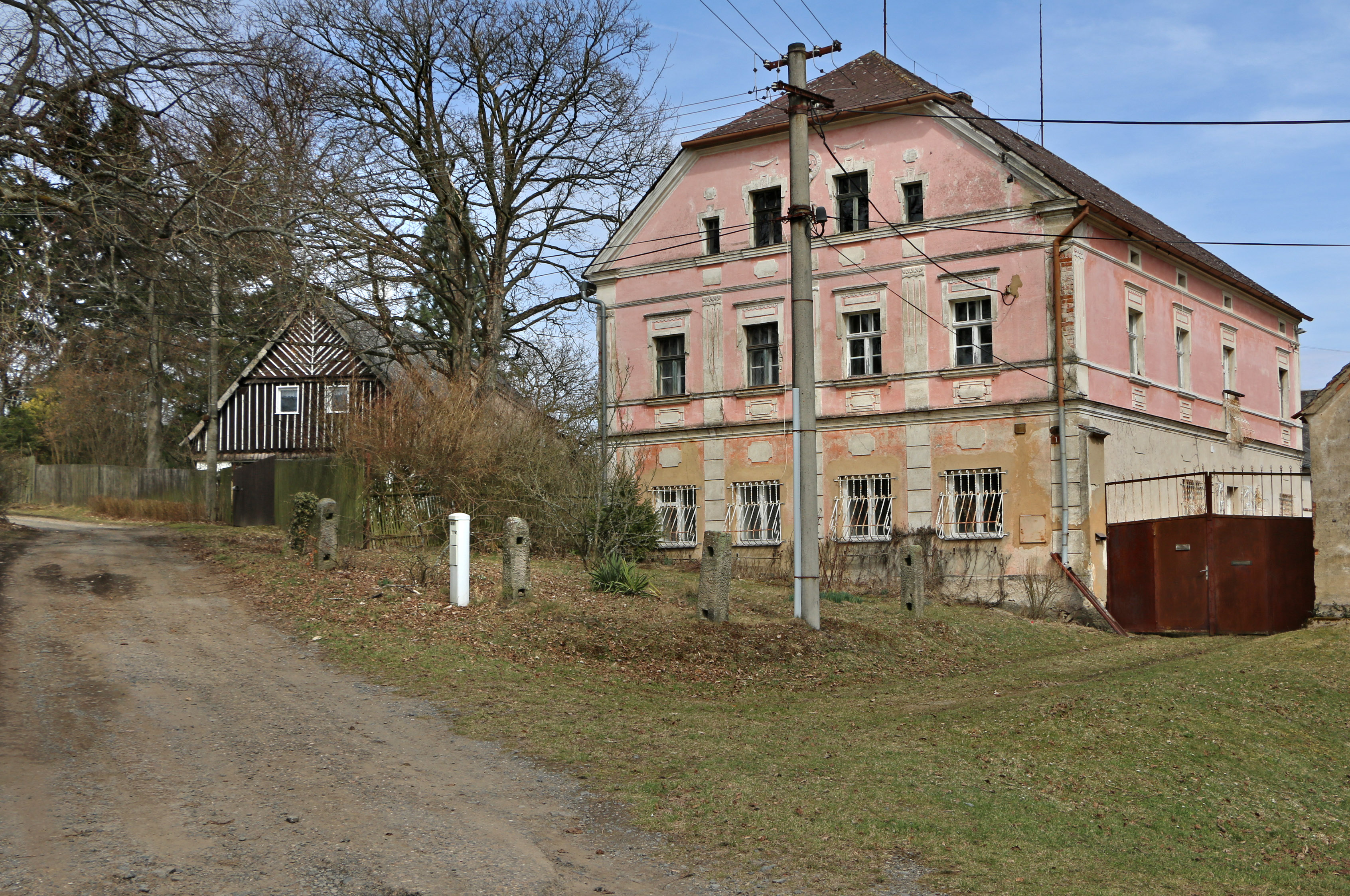
Dům čp. 1
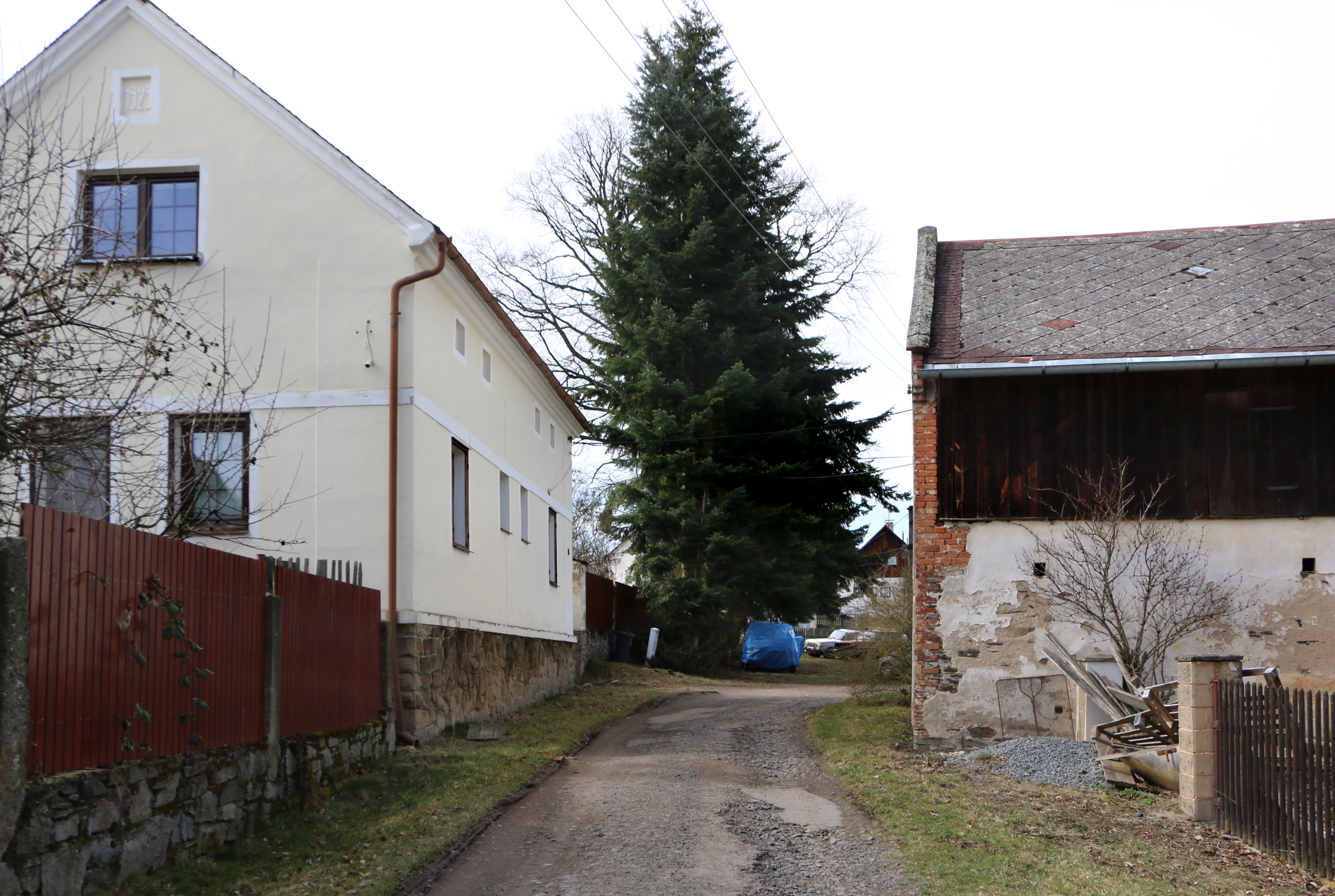
Příjezd do vesnice
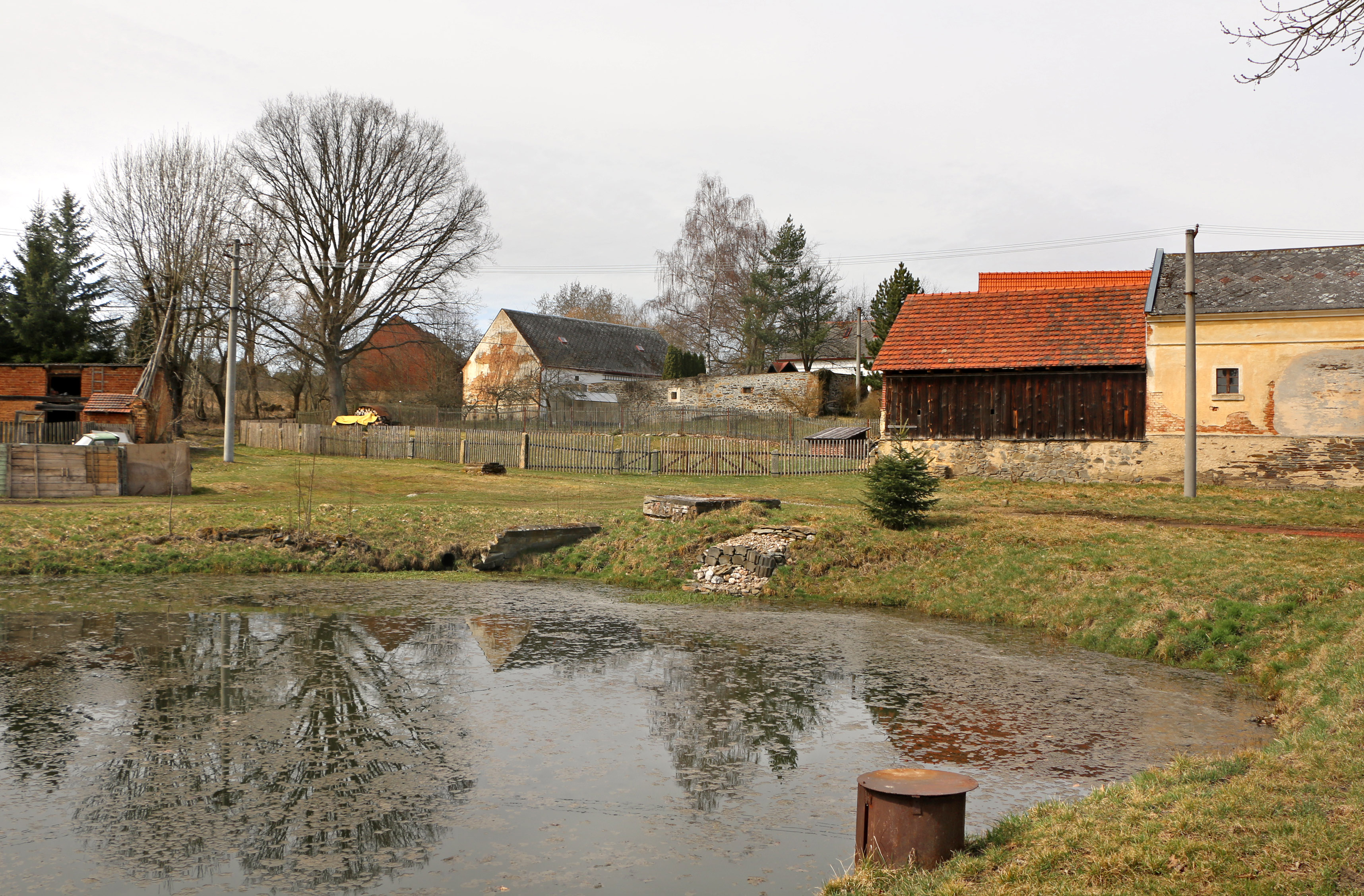
Náves s rybníkem
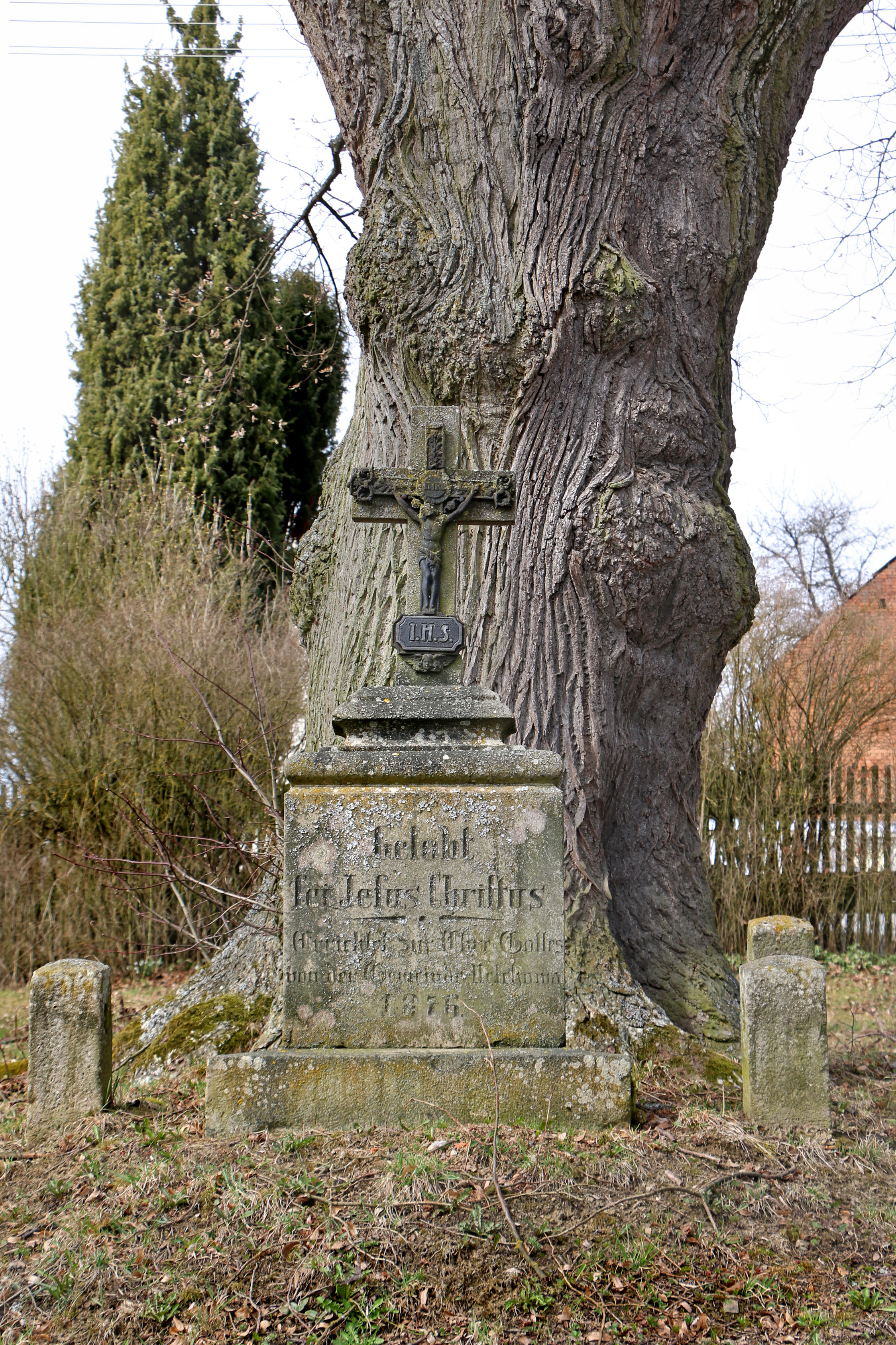
Křížek u stromu